# آرپالی (شاوشات)
آرپالی (به ترکی استانبولی: Arpalı) یک منطقهٔ مسکونی در ترکیه است که در شاوشات واقع شده‌است. آرپالی ۱۷۶ نفر جمعیت دارد.